# گذرگاه (بازی ویدئویی)
گذرگاه (به انگلیسی: The Crossing) یک بازی ویدئویی تیراندازی اول شخص لغو شده از آرکین استودیوز است.
این بازی نخستین بار در تاریخ ۹ ژانویه ۲۰۰۷ معرفی شد،  اما پس از آنکه شرکت با «یک چالش مالی غیرمنتظره» روبرو شد، بازی در ۱۵ مه ۲۰۰۹ در «حالت انتظار» قرار گرفت و تصمیم بر این شد که استودیو بر روی پروژه‌های کوچکتر تمرکز کند. بعداً گذرگاه به‌طور رسمی برای لغو شد تا آرکین استودیوز بر روی بازی LMNO با الکترونیک آرتس و استیون اسپیلبرگ کار کند.

## داستان
بازی ایده جهان‌های موازی داشت و قرار بود در دو دنیای کاملاً متفاوت در پاریس امروزی قرار بگیرد. در یک جهان، که شباهت‌های بسیاری با جهان مشترک ما دارد، به دنبال فروپاشی دولت، در پاریس هرج و مرج شده‌است. در جهان دوم، بازی در سال ۱۳۰۷ میلادی جریان دارد. شوالیه‌های معبد به جای انحلال، تاج فرانسه را به دست می‌گیرند. داستان، بازیکن را به هر دو جهان منتقل می‌کند.

## گیم پلی

دو بازیکن بخش تک نفره، با یک بازیکن ضعیف روبرو می‌شوند

گذرگاه قرار بود یک تیراندازی اول شخص باشد که روایت داستانی تک نفره دارد، اما با استفاده از یک سیستم چند نفره، عوامل کنترل شده توسط انسان جایگزین دشمنان می‌شوند، روشی که آرکین به آن «crossplayer» می‌گفت. در حالت تک نفره، درگیری‌های گروهی مبتنی بر دث‌مچ خواهد بود، گروه‌هایی که برای محافظت یا ترور شخصیت، به یک بازیکن اختصاص داده می‌شوند. همچنین بازی شامل یک حالت چند نفره گروهی به نام skirmish بود که بازیکن اصلی سعی می‌کند از درگیری جلوگیری کند.

## توسعه
ایده گذرگاه تلاش برای یافتن راهی برای پیش بردن روایت یک بازی تک نفره با عناصر چند نفره بود، بازیکنانی که توسط انسان کنترل می‌شوند و جای برخی از دشمنان را در مبارزات تک نفره می‌گیرند. این ادغام توسط استودیو آرکین «crossplayer» لقب گرفته‌است. Raphaël Colantonio، مدیر ارشد اجرایی آرکین در آن زمان گفت که آنان می‌خواستند بازی چندنفره را امتحان کنند، اما احساس کردند که روش استاندارد چند نفره در بیشتر بازی‌ها «بی معنی» است و می‌خواهد که فرمول دیگری را جستجو کند.
ناشری برای این بازی پیدا نشد تا اینکه سرانجام، آنان ناشر ناشناسی پیدا کردند که به کل مفهوم گذرگاه علاقه داشت. آنها حدود شش ماه با این ناشر مذاکره کردند، اما با گذشت زمان، مذاکرات بدتر شد، با بودجه پیشنهادی کوچکتر و آنها را ملزم به توسعه نسخه پلی‌استیشن ۳ کرد. پس از شش ماه تصمیم بر این شد که استودیو با The Crossing به چشم‌انداز مورد نظر خود نخواهید رسید، در نتیجه مذاکره با ناشر متوقف شد و بازی را بایگانی کردند. آرکین با الکترونیک آرتس در یک بازی مورد حمایت استیون اسپیلبرگ به اسم LMNO کار خود را آغاز کرد که در نهایت بازی لغو شد.